# Karel Vasak
Karel Vasak (1929-2015) foi um jurista tcheco-francês.
Vasak nasceu na Tchecoslováquia e foi estudar direito na França, onde decidiu se fixar após a invasão soviética ao seu país em 1968. Adquiriu nacionalidade francesa e trabalhou para o Conselho da Europa em vários cargos.
Em 1969, Vasak tornou-se o primeiro secretário-geral do Instituto Internacional de Direitos Humanos em Estrasburgo, cargo que ocupou até 1980. Foi diretor da Divisão de Direitos Humanos e Paz da UNESCO e assessor jurídico do referido instituto e da Organização Mundial de Turismo.
Em 1979, inspirado nos ideais da Revolução Francesa (Liberdade, Igualdade e Fraternidade), Vasak foi o primeiro a propor uma divisão dos direitos humanos em gerações..
Tal divisão seguiria a seguinte estrutura:
1ª Geração: Liberdade
Foco no indivíduo visando diminuir a influência do Estado na vida particular. Esta geração é representada pelo Estado Liberal.
2ª Geração: Igualdade
Após notar que o Estado obrigatoriamente precisava intervir na vida da sociedade para regulá-la da melhor forma possível, foi proposta a intervenção deste, aplicando e respeitando os Direitos Humanos, Fundamentais e Sociais.
Esta geração é representada pelo Estado Social e Democrático.
3ª Geração: Fraternidade (Solidariedade)
Após a Segunda Guerra Mundial, houve uma forte comoção mundial a respeito da necessidade da proteção da humanidade como um todo. Foram propostos nesta geração direitos muito mais amplos, como o Direito ao Meio Ambiente, à Paz e ao Desenvolvimento.

## Obras
- As dimensões internacionais dos direitos do homem (1983)